# Lista de vereadores de Bragança Paulista
A Câmara Municipal de Bragança Paulista é o órgão legislativo do município de Bragança Paulista, cidade do estado de São Paulo. Atualmente é composta por 19 vereadores e vereadoras.

## Legenda de cores
| Cor  | Significado          |
| Bege | Presidente da Câmara |
| Azul | Suplente             |

## Legislaturas

### 19ª Legislatura (2025- 2028)
Estes são os vereadores eleitos nas eleições de 06 de outubro de 2024, pelo período de 1° de janeiro de 2025 a 31 de dezembro de 2028«Apuração eleições 2024». G1.com. Consultado em 19 de abril de 2025:
| Mesa Diretora (2025-2026)       |                       |                        |                              |
| Nome                            | Início do mandato     | Fim do mandato         | Cargo                        |
| Sebastião Garcia Amaral (UNIÃO) | 1º de janeiro de 2025 | 31 de dezembro de 2026 | Presidente da Câmara         |
| Olinda Filomena Pocaia (PRD)    | 1º de janeiro de 2025 | 31 de dezembro de 2026 | 1º Vice-presidente da Câmara |
| Jocimar Scotti (PL)             | 1º de janeiro de 2025 | 31 de dezembro de 2026 | 2º Vice-presidente da Câmara |
| Fabiana Alessandri (UNIÃO)      | 1º de janeiro de 2025 | 31 de dezembro de 2026 | 1º Secretário                |
| Fábio Nascimento (REP)          | 1º de janeiro de 2025 | 31 de dezembro de 2026 | 2º Secretário                |

|    | Nome                                                                        | Partido                                | Votos | %    | Observações |
| -- | --------------------------------------------------------------------------- | -------------------------------------- | ----- | ---- | ----------- |
| 1  | Luís Henrique Camargo Duarte, Quique Brown (Atibaia, 29.09.1979–)           | Avante (AVANTE)                        | 2.716 | 3,08 |             |
| 2  | Fabiana Alessandri (Bragança Paulista, 28.11.1974–)                         | União Brasil (UNIÃO)                   | 2.621 | 2,98 |             |
| 3  | Fabiano Júnior Leite de Souza, Juninho Boi (Bragança Paulista, 24.11.1982–) | Partido Socialista Brasileiro (PSB)    | 2.341 | 2,66 |             |
| 4  | Camila Corrêa Marino, da Saúde (Bragança Paulista, 15.06.1982–)             | Movimento Democrático Brasileiro (MDB) | 1.730 | 1,96 |             |
| 5  | Miguel Francisco Lopes (Bragança Paulista, 10.11.1964–)                     | Partido Social Democrático (PSD)       | 1.611 | 1,83 |             |
| 6  | Bruno Leonardo Leme (Bragança Paulista, 08.07.1986–)                        | Partido Democrático Trabalhista (PDT)  | 1.527 | 1,73 |             |
| 7  | Bruno Luciano Meira Martins, Sucesso (Fartura, 19.09.1987–)                 | Solidariedade (SD)                     | 1.516 | 1,72 |             |
| 8  | Fábio Miqueias do Nascimento (Guarulhos, 25.07.1974–)                       | Republicanos (REP)                     | 1.477 | 1,68 |             |
| 9  | Cláudio Manoel das Chagas, Coxinha (Bragança Paulista, 28.09.1973–)         | Partido Social Democrático (PSD)       | 1.391 | 1,58 |             |
| 10 | Sebastião Garcia Amaral, Tião (Estiva, 19.01.1956–)                         | União Brasil (UNIÃO)                   | 1.314 | 1,49 |             |
| 11 | Mauro Antônio Moreira (Penápolis, 02.10.1955–)                              | Rede Sustentabilidade (REDE)           | 1.243 | 1,41 |             |
| 12 | Jocimar Bueno do Prado, Jota Malon (Bragança Paulista, 21.09.1965–)         | Partido Socialista Brasileira (PSB)    | 1.188 | 1,35 |             |
| 13 | Américo Massaki Higuti, Coronel Américo (São Paulo, 21.04.1967–)            | Partido Liberal (PL)                   | 1.187 | 1,35 |             |
| 14 | Sônia de Brito Parreira, Soninha da Saúde (Bragança Paulista, 07.01.1975–)  | Partido Progressista (PP)              | 1.022 | 1,16 |             |
| 15 | Jocimar Scotti (Bragança Paulista, 01.03.1973–)                             | Partido Liberal (PL)                   | 978   | 1,11 |             |
| 16 | Rafael de Oliveira (Bragança Paulista, 24.09.1982–)                         | União Brasil (UNIÃO)                   | 968   | 1,10 |             |
| 17 | Genessi Gabriel Gomes, Curió (Bragança Paulista, 24.10.1994–)               | Partido Social Democrático (PSD)       | 883   | 1,00 |             |
| 18 | Olinda Filomena Pocaia, Missionária Pokaia (Caconde, 15.07.1965–)           | Partido Renovação Democrático (PRD)    | 699   | 0,79 |             |
| 19 | Sidiney Donizetti Guedes (Paraisópolis, 23.02.1968–)                        | Partido Renovação Democrático (PRD)    | 639   | 0,73 |             |

### 18ª Legislatura (2021–2024)
Estes são os vereadores eleitos nas eleições de 15 de novembro de 2020, pelo período de 1° de janeiro de 2021 a 31 de dezembro de 2024:
| Mesa Diretora (2021-2022)           |                       |                        |                              |
| Nome                                | Início do mandato     | Fim do mandato         | Cargo                        |
| Gislene Cristiane Bueno (DEM)       | 1º de janeiro de 2021 | 31 de dezembro de 2022 | Presidente da Câmara         |
| Sebastião Garcia Amaral (DEM)       | 1º de janeiro de 2021 | 31 de dezembro de 2022 | 1º Vice-presidente da Câmara |
| Olinda Filomena Pocaia (PATRI)      | 1º de janeiro de 2021 | 31 de dezembro de 2022 | 2º Vice-presidente da Câmara |
| José Gabriel Cintra Gonçalves (DEM) | 1º de janeiro de 2021 | 31 de dezembro de 2022 | 1º Secretário                |
| Natanael Ananias (PSC)              | 1º de janeiro de 2021 | 31 de dezembro de 2022 | 2º Secretário                |

|    | Nome                                                                               | Partido                                        | Votos | %    | Observações |
| -- | ---------------------------------------------------------------------------------- | ---------------------------------------------- | ----- | ---- | ----------- |
| 1  | José Gabriel Cintra Gonçalves (Bragança Paulista, 06.10.1982–)                     | Democratas (DEM)                               | 1.805 | 2,24 |             |
| 2  | Fabiana Alessandri (Bragança Paulista, 28.11.1974–)                                | Movimento Democrático Brasileiro (MDB)         | 1.678 | 2,08 |             |
| 3  | Gislene Cristiane Bueno, Gi Borboleta (2021-2022) (Bragança Paulista, 09.08.1974–) | Democratas (DEM)                               | 1.384 | 1,71 |             |
| 4  | Fábio Miqueias do Nascimento (Guarulhos, 25.07.1974–)                              | Republicanos                                   | 1.255 | 1,55 |             |
| 5  | Luís Henrique Camargo Duarte, Quique Brown (Atibaia, 29.09.1979–)                  | Partido Verde (PV)                             | 1.243 | 1,54 |             |
| 6  | Sebastião Garcia Amaral, Tião do Fórum (Estiva, 19.01.1956–)                       | Democratas (DEM)                               | 1.206 | 1,49 |             |
| 7  | Miguel Francisco Lopes (Bragança Paulista, 10.11.1964–)                            | Partido Trabalhista Brasileiro (PTB)           | 1.083 | 1,34 |             |
| 8  | Camila Corrêa Marino, da Saúde (Bragança Paulista, 15.06.1982–)                    | Movimento Democrático Brasileiro (MDB)         | 948   | 1,17 |             |
| 9  | Rita Rosângela Leme de Oliveira (Bragança Paulista, 22.12.1956–)                   | Democratas (DEM)                               | 876   | 1,08 | 2º mandato  |
| 10 | Paulo Mário Arruda de Vasconcellos (Bragança Paulista, 14.04.1951–)                | Partido Liberal (PL)                           | 851   | 1,05 | 3º mandato  |
| 11 | Marcos Roberto dos Santos (Bragança Paulista, 02.11.1970–)                         | Podemos (PODE)                                 | 839   | 1,04 | 1º mandato  |
| 12 | Natanael Ananias (Ribeirão do Pinhal, 18.01.1967–)                                 | Partido Social Cristão (PSC)                   | 821   | 1,02 |             |
| 13 | Marco Antônio Leitão Xavier (Bragança Paulista, 12.06.1968–)                       | Democratas (DEM)                               | 801   | 0,99 | 1º mandato  |
| 14 | Marco Antônio Marcolino (Bragança Paulista, 04.12.1965–)                           | Partido da Social Democracia Brasileira (PSDB) | 728   | 0,90 |             |
| 15 | Fabiano Júnior Leite de Souza, Juninho Boi (Bragança Paulista, 24.11.1982–)        | Partido Socialista Brasileiro (PSB)            | 684   | 0,85 | 1º mandato  |
| 16 | Olinda Filomena Pocaia, Missionária Pokaia (Caconde, 15.07.1965–)                  | Patriota (PATRI)                               | 627   | 0,78 | 1º mandato  |
| 17 | Cláudio Manoel das Chagas, Cláudio Coxinha (Bragança Paulista, 28.09.1973–)        | Partido Trabalhista Brasileiro (PTB)           | 588   | 0,73 | 1º mandato  |
| 18 | Ismael da Silva Brasilino (Bragança Paulista, 06.04.1988–)                         | Partido Social Democrático (PSD)               | 573   | 0,71 | 1º mandato  |
| 19 | Eduardo Simões de Oliveira (Bragança Paulista, 28.05.1976–)                        | Patriota (PATRI)                               | 526   | 0,65 | 1º mandato  |

### 17° Legislatura (2017–2020)
Estes são os vereadores eleitos nas eleições de 2 de outubro de 2016, pelo período de 1° de janeiro de 2017 a 31 de dezembro de 2020:
| Mesa Diretora (2019-2020)                                     |                       |                        |                              |
| Nome                                                          | Início do mandato     | Fim do mandato         | Cargo                        |
| Elizabeth Aparecida Carneiro de Campos Silva Abi Chedid (DEM) | 1º de janeiro de 2019 | 31 de dezembro de 2020 | Presidente da Câmara         |
| Sebastião Garcia Amaral (DEM)                                 | 1º de janeiro de 2019 | 31 de dezembro de 2020 | 1º Vice-presidente da Câmara |
| Marco Antonio Marcolino (PSDB)                                | 1º de janeiro de 2019 | 31 de dezembro de 2020 | 2º Vice-presidente da Câmara |
| Sidiney Guedes (PMN)                                          | 1º de janeiro de 2019 | 31 de dezembro de 2020 | 1º Secretário                |
| Natanael Ananias (PSC)                                        | 1º de janeiro de 2019 | 31 de dezembro de 2020 | 2º Secretário                |

| Mesa Diretora (2017-2018)                                     |                       |                        |                              |
| Nome                                                          | Início do mandato     | Fim do mandato         | Cargo                        |
| Elizabeth Aparecida Carneiro de Campos Silva Abi Chedid (DEM) | 1º de janeiro de 2017 | 31 de dezembro de 2018 | Presidente da Câmara         |
| Sebastião Garcia Amaral (DEM)                                 | 1º de janeiro de 2017 | 31 de dezembro de 2018 | 1º Vice-presidente da Câmara |
| Cláudio Duarte Pereira (DEM)                                  | 1º de janeiro de 2017 | 31 de dezembro de 2018 | 2º Vice-presidente da Câmara |
| José Gabriel Cintra Gonçalves (DEM)                           | 1º de janeiro de 2017 | 31 de dezembro de 2018 | 1º Secretário                |
| Benedito Franco Bueno (PSC)                                   | 1º de janeiro de 2017 | 31 de dezembro de 2018 | 2º Secretário                |

|    | Nome                                                                                         | Partido                                        | Votos | %    | Observações |
| -- | -------------------------------------------------------------------------------------------- | ---------------------------------------------- | ----- | ---- | ----------- |
| 1  | Fabiana Alessandri (Bragança Paulista, 28.11.1974–)                                          | Partido Social Democrático (PSD)               | 1.887 | 2,22 |             |
| 2  | José Gabriel Cintra Gonçalves (Bragança Paulista, 06.10.1982–)                               | Democratas (DEM)                               | 1.867 | 2,19 |             |
| 3  | Cláudio Moreno de Andrade (São Paulo, 30.05.1971–)                                           | Democratas (DEM)                               | 1.732 | 2,04 |             |
| 4  | Sebastião Garcia Amaral, Tião do Fórum (Estiva, 19.01.1956–)                                 | Democratas (DEM)                               | 1.527 | 1,79 |             |
| 5  | Rita Rosângela Leme de Oliveira (Bragança Paulista, 22.12.1956–)                             | Democratas (DEM)                               | 1.310 | 1,54 | 1º mandato  |
| 6  | Marcus Vinícius Valle Júnior (Bragança Paulista, 23.06.1954–)                                | Partido Verde (PV)                             | 1.221 | 1,43 |             |
| 7  | Antonio Carlos Nunes de Mattos, Bugalu (Bragança Paulista, 09.04.1954–)                      | Partido Social Democrático (PSD)               | 1.194 | 1,40 |             |
| 8  | João Carlos dos Santos Carvalho (Santa Rosa, 27.08.1964–)                                    | Partido da Social Democracia Brasileira (PSDB) | 1.186 | 1,39 |             |
| 9  | Luís Henrique Camargo Duarte, Quique Brown (Bragança Paulista, 29.09.1979–)                  | Partido Verde (PV)                             | 997   | 1,17 |             |
| 10 | Benedito Franco Bueno, Ditinho Bueno do Asilo (Socorro, 20.09.1966–)                         | Partido Social Cristão (PSC)                   | 991   | 1,16 |             |
| 11 | Basílio Zecchini Filho (Bragança Paulista, 06.09.1985–)                                      | Partido Socialista Brasileiro (PSB)            | 951   | 1,12 |             |
| 12 | Sidiney Donizetti Guedes (Paraisópolis, 23.02.1968–)                                         | Partido da Mobilização Nacional (PMN)          | 920   | 1,08 |             |
| 13 | Elizabeth Aparecida Carneiro de Campos Silva Abi Chedid (2017-2020) (São Paulo, 25.04.1959–) | Democratas (DEM)                               | 855   | 1,00 |             |
| 14 | Mário Benedito da Silva (Timbaúba, 12.02.1973–)                                              | Solidariedade (SD)                             | 847   | 1,00 |             |
| 15 | Natanael Ananias (Ribeirão do Pinhal, 18.01.1967–)                                           | Partido Social Cristão (PSC)                   | 827   | 0,97 |             |
| 16 | Moufid Bachir Doher (Kura - Líbano, 15.02.1951–)                                             | Partido Trabalhista Nacional (PTN)             | 767   | 0,90 |             |
| 17 | Paulo Mário Arruda de Vasconcellos (Bragança Paulista, 14.04.1951–)                          | Partido da República (PR)                      | 727   | 0,86 | 2º mandato  |
| 18 | Dr Cláudio Duarte Pereira (Bela Vista, 02.01.1966–)                                          | Partido da Mobilização Nacional (PMN)          | 666   | 0,78 |             |
| 19 | Marco Antonio Marcolino (Bragança Paulista, 04.12.1965–)                                     | Partido da Social Democracia Brasileira (PSDB) | 592   | 0,70 |             |

### 16° Legislatura (2013–2016)
Estes são os vereadores eleitos nas eleições de 7 de outubro de 2012, pelo período de 1° de janeiro de 2013 a 31 de dezembro de 2016:
|    | Nome                                                                        | Partido                                            | Votos | %    | Observações                                                               |
| -- | --------------------------------------------------------------------------- | -------------------------------------------------- | ----- | ---- | ------------------------------------------------------------------------- |
| 1  | Fabiana Alessandri (Bragança Paulista, 28.11.1974–)                         | Democratas (DEM)                                   | 3.480 | 4,08 |                                                                           |
| 2  | José Gabriel Cintra Gonçalves (Bragança Paulista, 06.10.1982–)              | Partido Socialista Brasileiro (PSB)                | 2.218 | 2,60 |                                                                           |
| 3  | Miguel Francisco Lopes (Bragança Paulista, 10.11.1964–)                     | Partido Social Democrático (PSD)                   | 1.842 | 2,16 |                                                                           |
| 4  | Rita de Cássia Valle (Bragança Paulista, 09.06.1959–)                       | Partido Verde (PV)                                 | 1.624 | 1,91 |                                                                           |
| 5  | Sebastião Garcia do Amaral, Tião do Fórum (2013-2016) (Estiva, 19.01.1956–) | Democratas (DEM)                                   | 1.525 | 1,79 |                                                                           |
| 6  | Mário Benedito da Silva (Timbaúba, 12.02.1973–)                             | Partido Democrático Trabalhista (PDT)              | 1.450 | 1,70 |                                                                           |
| 7  | Marcus Vinícius Valle Júnior (Bragança Paulista, 23.06.1954–)               | Partido Verde (PV)                                 | 1.383 | 1,62 |                                                                           |
| 8  | Natanael Ananias (Ribeirão do Pinhal, 18.01.1967–)                          | Partido Social Cristão (PSC)                       | 1.327 | 1,56 |                                                                           |
| 9  | Luiz Henrique Camargo Duarte, Quique Brown (Atibaia, 29.09.1979–)           | Partido Verde (PV)                                 | 1.326 | 1,56 | Substituído por Noy Camilo por ter assumido cargo de Secretário Municipal |
| 10 | Rafael de Oliveira (Bragança Paulista, 24.09.1982–)                         | Partido Socialista Brasileiro (PSB)                | 1.295 | 1,52 |                                                                           |
| 11 | Benedito Aparecido de Carvalho, Dito do Ônibus (Toledo, 28.05.1946–)        | Partido do Movimento Democrático Brasileiro (PMDB) | 1.147 | 1,35 |                                                                           |
| 12 | Padre Juzemildo Albino da Silva (Paulista, 03.04.1962–)                     | Partido dos Trabalhadores (PT)                     | 1.096 | 1,29 |                                                                           |
| 13 | Antonio Carlos Nunes de Mattos, Bugalu (Bragança Paulista, 09.04.1954–)     | Democratas (DEM)                                   | 1.036 | 1,22 |                                                                           |
| 14 | Florisvaldo Custódio Rodrigues (Três Lagoas, 14.07.1965–)                   | Partido da Social Democracia Brasileira (PSDB)     | 1.003 | 1,18 |                                                                           |
| —  | Noieraldo de Souza Camilo, Noy (Praia Grande, 16.11.1965–)                  | Partido Verde (PV)                                 | 1.002 | 1,18 | 18.06.2014 a 11.02.2016                                                   |
| 15 | Leonel Pereira Arantes, Léo (Bragança Paulista, 28.09.1960–)                | Partido Social Cristão (PSC)                       | 979   | 1,15 |                                                                           |
| 16 | Luiz Gonzaga Sperendio (Bragança Paulista, 21.03.1953–)                     | Democratas (DEM)                                   | 797   | 0,94 |                                                                           |
| 17 | Gislene Cristiane Bueno, Gi Borboleta (Bragança Paulista, 09.08.1974–)      | Partido Renovador Trabalhista Brasileiro (PRTB)    | 786   | 0,92 |                                                                           |
| 18 | Jorge Luís Martin, do Proerd (Bragança Paulista, 21.09.1966–)               | Partido da Mobilização Nacional (PMN)              | 776   | 0,91 |                                                                           |
| —  | Cláudio Moreno de Andrade (São Paulo, 30.05.1971–)                          | Democratas (DEM)                                   | 580   | 0,68 | 24 a 26.01.2013                                                           |
| 19 | Paulo Mário Arruda de Vasconcellos (Bragança Paulista, 14.04.1951–)         | Partido da República (PR)                          | 536   | 0,63 | 1º mandato                                                                |

### 15° Legislatura (2009–2012)
Estes são os vereadores eleitos nas eleições de 5 de outubro de 2008, pelo período de 1° de janeiro de 2009 a 31 de dezembro de 2012:
|    | Nome                                                                             | Partido                                            | Votos | %    | Observações |
| -- | -------------------------------------------------------------------------------- | -------------------------------------------------- | ----- | ---- | --- |
| 1  | Marcus Vinícius Valle Júnior (Bragança Paulista, 23.06.1954–)                    | Partido Verde (PV)                                 | 2.404 | 2,98 | |
| 2  | Elizabeth Aparecida Carneiro de Campos Silva Abi Chedid (São Paulo, 25.04.1959–) | Partido Trabalhista Brasileiro (PTB)               | 2.106 | 2,61 | |
| 3  | João Carlos dos Santos Carvalho (2009-2012) (Santa Rosa, 27.08.1964–)            | Partido da Social Democracia Brasileira (PSDB)     | 2.044 | 2,53 | |
| 4  | Miguel Francisco Lopes (Bragança Paulista, 10.11.1964–)                          | Partido Trabalhista Brasileiro (PTB)               | 2.022 | 2,51 | |
| 5  | Sebastião Garcia do Amaral, Tião do Fórum (Estiva, 19.01.1956–)                  | Democratas (DEM)                                   | 1.605 | 1,99 | |
| 6  | Mário Benedito da Silva (Timbaúba, 12.02.1973–)                                  | Partido Democrático Trabalhista (PDT)              | 1.573 | 1,95 | |
| 7  | José Gabriel Cintra Gonçalves (Bragança Paulista, 06.10.1982–)                   | Partido Socialista Brasileiro (PSB)                | 1.513 | 1,88 | |
| 8  | Arnaldo de Carvalho Pinto (Bragança Paulista, 24.09.1958–)                       | Partido da Social Democracia Brasileira (PSDB)     | 1.424 | 1,77 | |
| 9  | Luiz Gonzaga Sperendio (Bragança Paulista, 21.03.1953–)                          | Democratas (DEM)                                   | 1.188 | 1,47 | |
| —  | Moufid Bachir Doher (Kura - Líbano, 15.02.1951–)                                 | Partido Trabalhista Brasileiro (PTB)               | 1.041 | 1,29 | de 05.10 a 02.12.2010, de 20.07 a 20.08.2011 e de 01 a 30.08.2012                                                    |
| 9  | Wanderley Luiz do Prado, da Farmácia (Bragança Paulista, 09.08.1965–)            | Partido Progressista (PP)                          | 1.036 | 1,28 | Renuncia ao cargo em 27.10.2009. Assume a sua vaga Regis Lemos                                                       |
| 10 | Antonio Monteiro, Toninho Monteiro (São Paulo, 13.10.1954–)                      | Partido Popular Socialista (PPS)                   | 954   | 1,18 | |
| —  | Professor Regis Lemos (Franca, 23.03.1940–)                                      | Partido do Movimento Democrático Brasileiro (PMDB) | 936   | 1,16 | Assume em 29.10.2009 a vaga deixada por Wanderley da Farmácia. Em 03.07.2012 perde o cargo. Retornando em 11.09.2012 |
| —  | Valter Jesus Brajão, do Sindicato (Bragança Paulista, 06.08.1959–)               | Partido Popular Socialista (PPS)                   | 716   | 0,89 | de 12.05 a 08.06.2009                                                                                                |
| —  | João Roberto Magrini (Bragança Paulista, 01.07.1952–)                            | Partido Popular Socialista (PPS)                   | 512   | 0,63 | de 04.09 a 07.10.2012                                                                                                |
| —  | Nelson Koki Kiyokawa (Pedra Bela, 08.06.1963–)                                   | Partido do Movimento Democrático Brasileiro (PMDB) | 431   | 0,53 | Assume de 06.08 a 10.09.2012, durante a perda do mandato de Regis Lemos                                              |

### 14° Legislatura (2005–2008)
Estes são os vereadores eleitos nas eleições de 3 de outubro de 2004, pelo período de 1° de janeiro de 2005 a 31 de dezembro de 2008:
|    | Nome                                                                 | Partido                                            | Votos | %    | Observações                                                          |
| -- | -------------------------------------------------------------------- | -------------------------------------------------- | ----- | ---- | -------------------------------------------------------------------- |
| 1  | Fabiana Alessandri (Bragança Paulista, 28.11.1974–)                  | Partido da Frente Liberal (PFL)                    | 3.337 | 4,38 |                                                                      |
| 2  | Miguel Francisco Lopes (Bragança Paulista, 10.11.1964–)              | Partido Renovador Trabalhista Brasileiro (PRTB)    | 2.099 | 2,75 |                                                                      |
| 3  | Gustavo Sarzi Sartori (São Paulo, 23.10.1967–)                       | Partido Socialista Brasileiro (PSB)                | 2.010 | 2,64 |                                                                      |
| 4  | Clóvis Amaral Garcia (2005-2006) (Estiva, 21.07.1953–)               | Partido da Frente Liberal (PFL)                    | 1.695 | 2,22 |                                                                      |
| 5  | Juliana Rascovetzki Saciloto (Três de Maio, 28.09.1972–)             | Partido da Frente Liberal (PFL)                    | 1.686 | 2,21 |                                                                      |
| 6  | Benedito Aparecido de Carvalho, Dito do Ônibus (Toledo, 28.05.1946–) | Partido do Movimento Democrático Brasileiro (PMDB) | 1.461 | 1,92 |                                                                      |
| 7  | João Carlos dos Santos Carvalho (Santa Rosa, 27.08.1964–)            | Partido da Frente Liberal (PFL)                    | 1.369 | 1,80 |                                                                      |
| 8  | Ronaldo Salles Teixeira (2007-2008) (Bragança Paulista, 29.01.1957–) | Partido Social Cristão (PSC)                       | 1.252 | 1,64 |                                                                      |
| 9  | Dr. Valdir da Silva Camargo, Médico (Rio Brilhante, 16.07.1946–)     | Partido Socialista Brasileiro (PSB)                | 1.202 | 1,58 |                                                                      |
| —  | Marco Antonio Marcolino (Bragança Paulista, 04.12.1965–)             | Partido Socialista Brasileiro (PSB)                | 1.199 | 1,57 | de 01.09 a 30.10.2008                                                |
| —  | Luiz Gonzaga Sperendio (Bragança Paulista, 21.03.1953–)              | Partido da Frente Liberal (PFL)                    | 1.067 | 1,40 | de 13.08 a 10.12.2007, de 08.04 a 06.06.2008 e de 10.06 a 21.07.2008 |
| 10 | Gislene Cristiane Bueno, Gi (Bragança Paulista, 09.08.1974–)         | Partido da Reedificação da Ordem Nacional (PRONA)  | 1.017 | 1,33 |                                                                      |
| 11 | Sidiney Donizetti Guedes (Paraisópolis, 23.02.1968–)                 | Partido Republicano Progressista (PRP)             | 796   | 1,04 |                                                                      |

### 13° legislatura (2001–2004)
Estes são os vereadores eleitos nas eleições de 1º de outubro de 2000, pelo período de 1° de janeiro de 2001 a 31 de dezembro de 2004:
|    | Nome                                                                 | Partido                                            | Votos | %    | Observações                                          |
| -- | -------------------------------------------------------------------- | -------------------------------------------------- | ----- | ---- | ---------------------------------------------------- |
| 1  | João Afonso Solis, J. Jango (Bragança Paulista, 01.05.1956–)         | Partido da Social Democracia Brasileira (PSDB)     | 1.634 | 2,52 |                                                      |
| 2  | Dr. Gentil Gomes de Oliveira (Camanducaia, 31.01.1946–)              | Partido do Movimento Democrático Brasileiro (PMDB) | 1.595 | 2,46 |                                                      |
| 3  | Fabiana Alessandri, Bi (Bragança Paulista, 28.11.1974–)              | Partido do Movimento Democrático Brasileiro (PMDB) | 1.177 | 1,81 |                                                      |
| 4  | Clóvis Amaral Garcia, Clovinho (2001-2004) (Estiva, 21.07.1953–)     | Partido da Frente Liberal (PFL)                    | 1.173 | 1,81 |                                                      |
| 5  | Professor Regis Lemos (Franca, 23.03.1940–)                          | Partido do Movimento Democrático Brasileiro (PMDB) | 1.123 | 1,73 |                                                      |
| 6  | João Carlos dos Santos Carvalho (Santa Rosa, 27.08.1964–)            | Partido da Social Democracia Brasileira (PSDB)     | 1.107 | 1,70 |                                                      |
| 7  | Juliana Rascovetzki Saciloto (Três de Maio, 28.09.1972–)             | Partido da Frente Liberal (PFL)                    | 1.076 | 1,66 |                                                      |
| 8  | Marcus Vinícius Valle Júnior (Bragança Paulista, 23.06.1954–)        | Partido da Social Democracia Brasileira (PSDB)     | 1.028 | 1,58 |                                                      |
| 9  | Luiz Carlos da Silva (Piracicaba, 22.11.1960–)                       | Partido Liberal (PL)                               | 982   | 1,51 |                                                      |
| 10 | Luiz Gonzaga Sperendio (Bragança Paulista, 21.03.1953–)              | Partido Social Democrático (PSD)                   | 943   | 1,45 |                                                      |
| 11 | Miguel Francisco Lopes (Bragança Paulista, 10.11.1964–)              | Partido Renovador Trabalhista Brasileiro (PRTB)    | 844   | 1,30 |                                                      |
| 12 | Benedito Aparecido de Carvalho (Toledo, 28.05.1946–)                 | Partido do Movimento Democrático Brasileiro (PMDB) | 786   | 1,21 |                                                      |
| 13 | Antonio Monteiro, Toninho Monteiro (São Paulo, 13.10.1954–)          | Partido Social Democrático (PSD)                   | 740   | 1,14 |                                                      |
| 14 | Mário Rizzardo, Rizarde (Bragança Paulista, 18.08.1944–)             | Partido da Frente Liberal (PFL)                    | 699   | 1,08 |                                                      |
| 15 | Nicola Cortez (Bragança Paulista, 12.09.1920–26.11.2010)             | Partido Progressista Brasileiro (PPB)              | 657   | 1,01 |                                                      |
| 16 | Ronaldo Salles Teixeira, Ronaldinho (Bragança Paulista, 29.01.1957–) | Partido Social Cristão (PSC)                       | 653   | 1,01 |                                                      |
| —  | Sônia Yara Guerra Villaça (Bragança Paulista, 09.03.1948–)           | Partido da Social Democracia Brasileira (PSDB)     | 639   | 0,98 |                                                      |
| —  | Moufid Bachir Doher (Kura - Líbano, 15.02.1951–)                     | Partido Social Democrático (PSD)                   | 636   | 0,98 |                                                      |
| —  | Renato Reginaldo Frangini (São Paulo, 13.09.1951–)                   | Partido da Frente Liberal (PFL)                    | 625   | 0,96 | Tomou posse em 01.02.2001 no lugar de Mário Rizzardo |
| 17 | Dr. João Soares Souza Lima (Ubá, 18.01.1943–)                        | Partido Democrático Trabalhista (PDT)              | 569   | 0,88 |                                                      |
| 18 | Gislene Cristiane Bueno, Gi (Bragança Paulista, 09.08.1974–)         | Partido Verde (PV)                                 | 520   | 0,80 |                                                      |
| —  | Carlos Antonio de Oliveira (Bragança Paulista, 21.04.1947–)          | Partido Progressista Brasileiro (PPB)              | 448   | 0,69 |                                                      |
| 19 | Orivaldo Felício (Bragança Paulista, 20.08.1955–)                    | Partido Popular Socialista (PPS)                   | 426   | 0,66 |                                                      |
| —  | Cláudio de Moraes, Claudinho (Bragança Paulista, 15.08.1956–)        | Partido Verde (PV)                                 | 373   | 0,57 |                                                      |
| —  | Luís Fernando de Queiroz, Bolinha (Bragança Paulista, 15.09.1964–)   | Partido Popular Socialista (PPS)                   | 340   | 0,52 |                                                      |

### 2ª Legislatura (1952–1955)
| N° | Vereador                          |
| -- | --------------------------------- |
| 1  | Afonso Risi                       |
| 2  | Alcides Bernardi                  |
| 3  | Caetano Piccioni                  |
| 4  | Conrado Stefani                   |
| 5  | João Marcondes Escobar            |
| 6  | José Lamartine Cintra             |
| 7  | Kalil Ched                        |
| 8  | Luiz Magrini                      |
| 9  | Mário Crescente                   |
| 10 | Mauro de Próspero                 |
| 11 | Olímpio Ferreira Cintra           |
| 12 | Plínio Pereira César              |
| 13 | Rubens Ferreira de Moraes         |
| 14 | Rubens Siqueira Reis Leme         |
| 15 | Saturnino Pacitti                 |
| 16 | Vicente de Vita                   |
| 17 | Waldemar Toledo Funck (1952-1955) |
| N° | Suplentes                         |
| 1  | Arsenio Maciel Leme               |
| 2  | Aurélio Frias Fernandes           |
| 3  | Estelita Ribas                    |
| 4  | José dos Santos Silva             |

### 1ª Legislatura (1948–1951)
| N° | Vereador                          |
| -- | --------------------------------- |
| 1  | Abel Benedito Batista de Oliveira |
| 2  | Alcides Bernardi (1951)           |
| 3  | Américo Bartolomeu                |
| 4  | Antônio Domiciano Pereira Júnior  |
| 5  | Arsênio Maciel Leme               |
| 6  | Cézar Zecchin                     |
| 7  | Conrado Stefani                   |
| 8  | Enzo Paulinetti                   |
| 9  | Estelita Ribas                    |
| 10 | Francisco Toledo Leme             |
| 11 | Geraldo Camargo Jorge             |
| 12 | João Hermes Pignatari             |
| 13 | Jorge Arruda                      |
| 14 | José de Lima Franco Sobrinho      |
| 15 | José de Oliveira Pinto            |
| 16 | José Lamartine Cintra (1948-1950) |
| 17 | José Lambert                      |
| 18 | José Nantala El Bádue             |
| 19 | Leopoldo Pires de Oliveira        |
| 20 | Luiz Acedo Gonzalez               |
| 21 | Luiz Nóbrega de Oliveira          |
| 22 | Olímpio de Rodrigues              |
| 23 | Olympio Ferreira Cintra           |
| 24 | Orlando Rodrigues                 |
| 25 | Raul Mathias Farhat               |
| 26 | Saturnino Pacitti                 |
| 27 | Serafin Fernandes Filho           |
| 28 | Umbertino de Bellis               |
| 29 | Waldemar Toledo Funck             |
| N° | Suplentes                         |
| 1  | Adelino José Rolindo              |
| 2  | Benedicto Lorêdo                  |
| 3  | Benedicto Serbino                 |
| 4  | David João Alvisi                 |
| 5  | João da Costa Muniz               |
| 6  | João Marques Dias                 |
| 7  | Joaquim de Oliveira Machado       |
| 8  | José de Oliveira Souza            |
| 9  | Nilo Torres Salema                |
| 10 | Plínio de Araújo Braga            |
| 11 | Saul Guazeli Dias                 |